# Linsey Pollak
Linsey Pollak (* 1952) ist ein australischer Musiker und Instrumentenbauer.
Pollak absolvierte eine Ausbildung als klassischer Klarinettist. Ab 1971 betätigte er sich als Instrumentenbauer. Er begann mit Bambus- und hölzernen Renaissanceflöten, wandte sich nach einem Studienaufenthalt in Europa der mazedonischen Gajda zu und wurde seit den 1980er Jahren bekannt mit Instrumenten aus Haushaltsgegenständen und Gemüse, so Klarinetten aus Gießkannen und Besenstielen, Flöten und Klarinetten aus Karotten und Dudelsäcken aus Gummihandschuhen. 1988 erfand er die Humarimba, eine Marimba, die an den  Gürteln von zwei oder drei Spielern aufgehängt wird. Weitere Instrumente seiner Erfindung sind das Gaidanet (eine Hybrid aus Gajda und Klarinette) und die Clarini, die Fooniki (ein Instrument mit einer Plastikmembran statt der Zunge), die Rosella (eine gläserne Bassklarinette) und das Cylisax. Ab 1978 gab er zudem zahlreiche Workshops zum Instrumentenbau.
Als Musiker realisierte Pollak in Australien, Nordamerika, Europa und Asien zahlreiche Performances, Solo- und Kindershows. Er gründete 1983 das  The Multicultural Arts Centre of Western Australia und leitete fünf multikulturelle Musikensembles. Seine Diskographie umfasst mehr als 30 Alben.

## Weblink
- Linsey Pollaks Homepage